# 1615 Бордвелл
1615 Бордвелл (1615 Bardwell) — астероїд головного поясу, відкритий 28 січня 1950 року.
Тіссеранів параметр щодо Юпітера — 3,190.